# Reverzni Krebsov ciklus
Reverzni Krebsov ciklus (takođe poznat kao reverzni trikarboksilno kiselinski ciklus, reverzni TCA ciklus, ili reverzni ciklus limunske kiseline) sekvenca je hemijskih reakcija koju koriste neke bakterije da proizvedu ugljenična jedinjenja iz ugljen-dioksida i vode.
Reakcije ciklusa limunske kiseline se odvijaju u reverznom smeru. Dok Krebsov ciklus polazi od kompleksnih ugljeničnih molekula u obliku šećera i oksiduje ih do {\displaystyle {\ce {CO2}}} i vode, reverzni ciklus uzima {\displaystyle {\ce {CO2}}} i vodu i formira ugljenična jedinjenja.
Ovaj proces koriste neke bakterije za sintezu ugljeničnih jedinjenja, ponekad koristeći vodonik sulfid, ili tiosulfat kao elektronske donore. Ovaj proces, se može smatrati alternativnim pristupom fiksaciji neorganskog ugljenika u onosu na reduktivni pentozno fosfatni ciklus, koji se javlja kod širokog varijeteta mikroba i viših organizama.
Ova reakcija je mogući kandidat za prebiotičke uslove rane Zemlje, i stoga je od interesa u istraživanjima porekla života. Utvrđeno je da neki nekonsekutivni koraci ciklusa mogu da budu katalizovani mineralima u fotohemijskim uslovima, i da se celokupna sekvenca reakcionih koraka može pospešiti pomoću metalnih jona i gvožđa (kao redukujućeg agensa) pod kiselim uslovima.